# 顾漫
顾漫（1981年10月21日—），中国作家、编剧，出生于江苏省宜兴市，毕业于南京审计学院(现南京审计大学)。晋江文学城驻站作家，曾为《仙度瑞拉》杂志编辑。2005年凭借网络小说《何以笙箫默》成名，2010年凭借网络小说《微微一笑很倾城》荣获第三届网络文学节年度最佳作者。其網路小說作品亦改編為電視劇或電影。

## 作品
- 《何以笙箫默》，2006年朝华出版社首次出版[5][6]
- 《微微一笑很倾城》，2009年江苏文艺出版社首次出版[7]
- 《杉杉来吃》，2011年首次出版
- 《骄阳似我》
- 《你是我的荣耀》，2019年九州出版社首次出版[8]

## 影视化作品
| 年度 | 名稱           | 主演                  | 編劇 | 備註                           |
| 剧集 | 剧集           | 剧集                  | 剧集 | 剧集                           |
| ---- | -------------- | --------------------- | ---- | ------------------------------ |
| 2014 | 杉杉来了       | 张翰、赵丽颖          | 否   | [ 9 ]                          |
| 2015 | 何以笙箫默     | 鍾漢良、唐嫣          | 是   | [ 10 ] [ 11 ]                  |
| 2016 | 微微一笑很倾城 | 郑爽、杨洋            | 是   | [ 12 ]                         |
| 2021 | 灰姑娘上线啦！ | 中村里帆、濑户利树    | 否   | 日剧，改编自《微微一笑很倾城》 |
| 2021 | 你是我的荣耀   | 杨洋、迪丽热巴        | 是   | [ 14 ]                         |
| 2021 | 杉杉来吃       | 李海娜、普提查·克瑟辛 | 否   | 泰剧                           |
| 2024 | 驕陽似我       | 待官宣                |      | 已招商待官宣                   |
| 电影 |                |                       |      |                                |
| 2015 | 何以笙箫默     | 黄晓明、杨幂          | 否   | 声明乐视电影版权已过期         |
| 2016 | 微微一笑很傾城 | 井柏然、杨颖          | 是   | [ 19 ]                         |

## 获奖
- 2010年“中國網路文學節”最佳作者獎，《微微一笑很倾城》[4]
- 2015年“当当年度影响力作家”青春成长作家榜[20]
- 2018年“中国网络文学二十年江苏20部优秀代表作品”，《何以笙箫默》[21]
- 2022年“腾讯在线视频金鹅剧集荣誉”年度IP之星，《你是我的荣耀》[22]